# Карбівське
Карбівське — селище в Україні, у Кунківській сільській громаді Гайсинського району Вінницької області, орган місцевого самоврядування — Кунківська сільська громада. Населення становить 143 особи (станом на 2001 рік). Селище розташоване на північному заході Гайсинського району.

## Географія
| Клімат Карбівського     | Клімат Карбівського | Клімат Карбівського | Клімат Карбівського | Клімат Карбівського | Клімат Карбівського | Клімат Карбівського | Клімат Карбівського | Клімат Карбівського | Клімат Карбівського | Клімат Карбівського | Клімат Карбівського | Клімат Карбівського | Клімат Карбівського |
| Показник                | Січ.                | Лют.                | Бер.                | Квіт.               | Трав.               | Черв.               | Лип.                | Серп.               | Вер.                | Жовт.               | Лист.               | Груд.               | Рік                 |
| Середній максимум, °C   | −2,4                | −1                  | 4,0                 | 13,1                | 19,6                | 23,0                | 24,4                | 23,9                | 19,2                | 12,2                | 4,8                 | 0,3                 | 11,8                |
| Середня температура, °C | −5,5                | −4,1                | 0,4                 | 8,3                 | 14,3                | 17,7                | 19,0                | 18,4                | 13,9                | 7,8                 | 2,0                 | −2,2                | 7,5                 |
| Середній мінімум, °C    | −8,5                | −7,2                | −3,1                | 3,6                 | 9,1                 | 12,4                | 13,7                | 12,9                | 8,6                 | 3,5                 | −0,8                | −4,7                | 3,3                 |
| Норма опадів, мм        | 41                  | 39                  | 34                  | 47                  | 60                  | 83                  | 90                  | 59                  | 48                  | 33                  | 41                  | 44                  | 619                 |
| ----------------------- | ------------------- | ------------------- | ------------------- | ------------------- | ------------------- | ------------------- | ------------------- | ------------------- | ------------------- | ------------------- | ------------------- | ------------------- | ------------------- |
| Джерело:                |                     |                     |                     |                     |                     |                     |                     |                     |                     |                     |                     |                     |                     |

## Історія
Поблизу селища розташовані залишки двох поселень зарубинецької культури, що датуються І ст. до н. е. — II ст. н. е. Вони були виявлені у 1953 році кандидатом історичних наук Павлом Хавлюком і взяті під охорону під № 9618 від 1983 року
7 (20) листопада 1917 року, відповідно до Третього Універсалу Української Центральної Ради, увійшло до складу Української Народної Республіки..
Під час проведеного радянською владою Голодомору 1932—1933 років померло щонайменше 12 жителів села.
12 червня 2020 року, відповідно розпорядження Кабінету Міністрів України № 707-р «Про визначення адміністративних центрів та затвердження територій територіальних громад Вінницької області», село увійшло до складу Кунківської сільської громади.
17 липня 2020 року, в результаті адміністративно-територіальної реформи і ліквідації Гайсинського району, село увійшло до складу новоутвореного Гайсинського району.

## Населення
Станом на 1989 рік у селищі проживали 199 осіб, серед них — 42 чоловіки і 117 жінок.
За даними перепису населення 2001 року у селищі проживали 143 особи. Рідною мовою назвали:
| Мова       | Кількість осіб | Відсоток |
| ---------- | -------------- | -------- |
| українська | 142            | 99,30 %  |
| російська  | 1              | 0,70 %   |

## Політика
Голова сільської ради — Кравчук Андрій Іванович, 1958 року народження, вперше обраний у 2010 році. Інтереси громади представляють 12 депутатів сільської ради:
| Партія        | Кількість депутатів | Відсоток |
| ------------- | ------------------- | -------- |
| самовисування | 12                  | 100,00 % |

На виборах у селищі Карбівське працює окрема виборча дільниця, розташована в приміщенні клубу. Результати виборів:
- Вибори Президента України 2004 (перший тур): 101 виборець взяв участь у голосуванні, з них за Віктора Януковича проголосували 29,70 %, за Віктора Ющенка — 28,71 %, за Олександра Мороза — 14,85 %[14].
- Вибори Президента України 2004 (другий тур): 103 виборці взяли участь у голосуванні, з них за Віктора Ющенка — 66,99 %, за Віктора Януковича — 31,07 %[15].
- Вибори Президента України 2004 (третій тур): зареєстровано 114 виборців, явка 87,72 %, з них за Віктора Ющенка — 85,00 %, за Віктора Януковича — 15,00 %[16].
- Парламентські вибори 2006: зареєстровано 110 виборців, явка 89,09 %, найбільше голосів віддано за Блок Юлії Тимошенко — 24,49 %, за Всеукраїнське об'єднання «Свобода» — 19,39 %, за Партію регіонів — 17,35 %[17].
- Парламентські вибори 2007: зареєстровано 104 виборці, явка 79,81 %, найбільше голосів віддано за Блок Юлії Тимошенко — 42,17 %, за Партію регіонів — 19,28 %, за блок Наша Україна — Народна самооборона — 16,87 %[18].
- Вибори Президента України 2010 (перший тур): зареєстровано 110 виборців, явка 83,64 %, найбільше голосів віддано за Юлію Тимошенко — 39,13 %, за Віктора Януковича — 26,09 %, за Арсенія Яценюка — 9,78 %[19].
- Вибори Президента України 2010 (другий тур): зареєстровано 109 виборців, явка 82,57 %, з них за Юлію Тимошенко — 62,22 %, за Віктора Януковича — 34,44 %[20].
- Парламентські вибори 2012: зареєстровано 82 виборці, явка 69,51 %, найбільше голосів віддано за Всеукраїнське об'єднання «Батьківщина» — 52,63 %, за Партію регіонів — 21,05 % та «УДАР» — 15,79 %.[21] В одномандатному окрузі найбільше голосів отримав Григорій Заболотний (самовисування) — 48,33 %, за Миколу Кучера (самовисування) — 48,33 %, за Володимира Волковського (самовисування) — 1,67 %[22].
- Вибори Президента України 2014: зареєстровано 82 виборці, явка 76,83 %, з них за Петра Порошенка — 68,25 %, за Юлію Тимошенко — 14,29 %, за Олега Ляшка — 7,94 %[23].
- Парламентські вибори в Україні 2014: зареєстровано 82 виборці, явка 64,63 %, найбільше голосів віддано за Блок Петра Порошенка — 41,51 %, за «Народний фронт» — 13,21 % та Всеукраїнське аграрне об'єднання «Заступ» — 13,21 %.[24] В одномандатному окрузі найбільше голосів отримав Микола Кучер (самовисування) — 62,26 %, за Павла Каленича (Блок Петра Порошенка) проголосували 18,87 %, за Юрія-Януарія Шостака (Всеукраїнське об'єднання «Батьківщина») — 9,43 %[25].